# Peter Foldes
Peter Foldes, eigentlich Péter Mihály Földes, (* 22. August 1924 in Budapest; † 29. März 1977 in Paris) war ein britischer Animator und Filmregisseur ungarischer Herkunft.

## Leben
Foldes wurde in Budapest als Sohn eines Ärztepaares geboren. Er begann 1942 an der Ungarischen Akademie der Bildenden Künste ein Studium der Malerei, das er jedoch aufgrund des Krieges nicht beendete. Er ging 1946 über Paris nach London und studierte an der Slade School of Fine Art Malerei und am Courtauld Institute of Art der University of London Kunstgeschichte. Foldes arbeitete mit John Halas in den Halas and Batchelor Animation Studios zusammen, bevor er in den 1950er-Jahren eigene Animationsfilme schuf. Werke wie Animated Genesis und On Closer Inspection entstanden dabei in Zusammenarbeit mit seiner Frau Joan. Für Aufsehen sorgte der 1956 erschienene Kurzfilm A Short Vision, der die Schrecken eines Nuklearkrieges darstellte.
Foldes ging in der zweiten Hälfte der 1950er-Jahre nach Paris und wandte sich zunächst der abstrakten Malerei zu. Ende der 1960er-Jahre begann er mit Computeranimation zu experimentieren. Er arbeitete dabei mit dem Office de Radiodiffusion Télévision Française (ORTF) sowie dem National Film Board of Canada unter René Jodoin zusammen. Für das NFB begann er mit der Arbeit am Kurzfilm Metadata, dem ersten Animationsfilm, der per Grafiktablett entstand. Dieses war vom National Research Council of Canada entwickelt worden. Sein nächster computeranimierter Kurzfilm für das NFB wurde 1974 Hunger. Der an einem SEL 840A animierte Film erhielt 1975 als erster computeranimierter Film eine Oscarnominierung in der Kategorie Bester animierter Kurzfilm. Neben Malerei und Filmarbeit war Foldes auch als Comiczeichner (Reihe Lucy, 1974) und Werbefilmer tätig.

## Filmografie
- 1952: Animated Genesis
- 1956: A Short Vision
- 1964: Un appétit d’oiseau
- 1965: Dim Dam Dom (TV-Serie)
- 1965: Un Garçon plein d’avenir
- 1968: La Belle cérébrale
- 1969: Je, tu, elles …
- 1971: Metadata
- 1971: Narcissus
- 1974: Hunger
- 1977: Rêve
- 1977: Visage

## Auszeichnungen
- 1974: Nominierung Goldene Palme, Internationale Filmfestspiele von Cannes 1974, für Hunger
- 1974: Preis der Jury für den besten Animationsfilm, Internationale Filmfestspiele von Cannes 1974, für Hunger
- 1975: Oscarnominierung, Bester animierter Kurzfilm, für Hunger
- 1977 Nominierung Goldene Palme, Internationale Filmfestspiele von Cannes 1977, für Visage
- 1978: César, Bester animierter Kurzfilm, für Rêve